# مارتن تودور
مارتن تودور (بالرومانية: Martin Tudor)‏ (10 يونيو 1976 في رومانيا - 30 مارس 2020) هو لاعب كرة قدم روماني في مركز حراسة المرمى. لعب مع جامعة كلوج وسي إف آر كلوج ونادي ستيوا بوخارست ونادي يول بيتروشاني ‏ ونادي ستيوا بوخارست الثاني ‏ ونادي أولمبيا ساتو ماري ‏.

## وصلات خارجية
- مارتن تودور على موقع قاعدة بيانات كرة القدم.إي يو (الإنجليزية)
- مارتن تودور على موقع Soccerway.com (الإنجليزية)